# Smilax argyrea
Smilax argyrea là một loài thực vật có hoa trong họ Smilacaceae. Loài này được Lind. & Rod. miêu tả khoa học đầu tiên năm 1894.